# تشارلز راديبي
تشارلز راديبي (بالإنجليزية: Charles Radebe)‏ هو لاعب اتحاد الرغبي جنوب أفريقي، ولد في 16 ديسمبر 1995 في Oudtshoorn ‏ في جنوب أفريقيا.